# 仁达摩崖造像
仁达摩崖石刻位于西藏自治区察雅县，是吐蕃僧人于藏历阳木猴年(公历804年)为祝颂赞普功德和福寿而开凿的，1996年，被列为西藏自治区级文物保护单位；2019年，被列为第八批全国重点文物保护单位。

## 组成
石刻由佛像和文字两部分组成。造像主要为大日如来佛像和八大菩萨，大日如来佛居中，菩萨环围两侧。